# A♡Z
A♡Z（エージィー）は、JCミスコン・女子高生ミスコンの2020年度ファイナリスト15人により構成されていた日本の女性アイドルグループ。株式会社LUV所属。

## 概要
グループ名は、アルファベットのA〜Zのように一人一人が色々な個性を持ったメンバーで構成されていることに由来する。
選抜制を取り入れ、メンバー数に変動がある。活動当初はメンバー全員が本名を公表していたが、グループ活動の際はファーストネームのひらがな表記を用いていた。

## 沿革
2021年3月24日結成。同年4月24日デビュー。
デビュー日までにグループ公式SNSのフォロワー1万人を達成することを目標として掲げ、ワンマンライブの開催を公約としていたが達成とはならなかった。
6月24日発売のTEENS Magazineの特集ページでは、当初発表されたメンバーからひっか・ゆうなを除いたメンバーでのアーティスト写真と個人プロフィールが掲載された。公式サイトなどで脱退の発表はなかったものの、その後公式プロフィールから2人のページが削除された。
11月22日、公式Instagramにて即日解散を発表。なお、一部メンバーは2022年春頃に別グループを結成し活動予定だとしている。
2022年4月27日、Twitterにてあやの、りな、わかな、みくる、あめり、みゆ、ましろの7人で「Lapilaz」として活動を再開。5月4日にデビュー曲「意味ネーション」の配信を開始。5月8日に開催されたTGC Teen 2022 Fukuokaにて、オープニングアクトとしてイベント初出演した。
2023年7月8日、メンバー全員（あやの、みゆ、ましろ）が卒業。
同年11月7日、Lapilazの遺伝子を受け継いだアイドルグループ「EMuLATE」がデビュー。

## メンバー
| 名前   | 生年月日               | 出身地   | 趣味・特技             | 解散後の活動                                                                                            | 備考                                               |  |
| ------ | ---------------------- | -------- | ---------------------- | --- | -------------------------------------------------- |  |
| あい   | 2007年8月10日（17歳）  | 千葉県   | 運動、演技             | 「髙杉愛」名義でモデルとして活動                                                                        |                                                    |  |
| あめり | 2007年2月27日（18歳）  | 福井県   | アナウンサーのモノマネ | Lapilaz（2022年 - 2023年） 縷々（2024年 - ） - 「来海愛芽」名義                                         |                                                    |  |
| あやの | 2003年5月26日（22歳）  | 愛知県   | 運動                   | Lapilaz（2022年 - 2023年） CUTIE STREET（2024年 - ）                                                    | 女子高生ミスコン2020でSNOW賞を受賞 3代目SNOWガール |  |
| あゆか | 2004年4月15日（21歳）  | 神奈川県 | トランペット           | 「永島歩花」名義でモデルとして活動。                                                                    | 高一ミスコン2020グランプリ TEENSモデル             |  |
| おとは | 2007年7月27日（17歳）  | 福岡県   | バク転、バク宙         | 「倉八音羽」名義でモデルとして活動                                                                      | JCミスコン2020準グランプリ                         |  |
| しおん | 2002年11月18日（22歳） | 徳島県   | お菓子作り             | |                                                    |  |
| じゅり | 2007年2月12日（18歳）  | 愛知県   | ダンス                 | 「榊原樹里」名義でモデルとして活動                                                                      | JCミスコン2020グランプリ TEENSモデル               |  |
| はづき | 2007年10月9日（17歳）  | 大阪府   | お菓子作り、動画編集。 | |                                                    |  |
| ほのか | 2003年6月28日（22歳）  | 東京都   | 書道、殺陣、変顔       | 「帆乃果」名義で女優として活動                                                                          |                                                    |  |
| ましろ | 2003年12月10日（21歳） | 大阪府   | ダンス                 | Lapilaz（2022 - 2023年） Charm Poche（2024年 - ） - 「新井ましろ」名義                                  |                                                    |  |
| まりあ | 2005年2月17日（20歳）  | 愛知県   | ダンス、料理           | |                                                    |  |
| みくる | 2003年6月26日（22歳）  | 北海道   | ダンス                 | Lapilaz（2022 - 2023年） milu milu!（2024年 - ） - 「夢乃みくる」名義                                   |                                                    |  |
| みゆ   | 2004年9月13日（20歳）  | 熊本県   | 百人一首               | Lapilaz（2022 - 2023年） KAWAII LAB.MATES（2023 - 2024年） CUTIE STREET（2024年 - ） - 「梅田みゆ」名義 |                                                    |  |
| りな   | 2005年1月7日（20歳）   | 大阪府   | バスケ、歌             | Lapilaz（2022年） paslil'（2023 - 2024年） - 「滝本里奈」名義                                           | ミスいちご2021                                     |  |
| わかな | 2006年9月7日（18歳）   | 山口県   | クラシックバレエ       | Lapilaz（2022年）                                                                                       | JCミスコン2020審査員特別賞受賞                     |  |

### 元メンバー
| 名前   | 生年月日              | 出身地 | 特技                     | その後の活動              | 備考                                                         |
| ------ | --------------------- | ------ | ------------------------ | ------------------------- | ------------------------------------------------------------ |
| ひっか | 2002年7月23日（22歳） | 東京都 | 歌、ダンス               |                           | 女子高生ミスコン2020グランプリ TEENSモデル。                 |
| ゆうな | 2002年9月27日（22歳） | 東京都 | ヘアメイク、ファッション | titty&Co.PETIT 専属モデル | 女子高生ミスコン2020準グランプリ、モデルプレス賞 TEENSモデル |

## 出演

### 雑誌
- TEENS Magazine（2021年6月14日）

### イベント
- TGCTeen 2021 Summer（2021年7月27日）

## ディスコグラフィ

### 配信限定
| 通番 | 配信開始日    | タイトル | 収録曲                            |
| ---- | ------------- | -------- | --------------------------------- |
| 1    | 2021年4月24日 | ALiVE    | ALiVE【作詞・作曲・編曲:八王子P】 |